# Associazione Calcio Mobilieri Ponsacco 1990-1991
Questa voce raccoglie le informazioni riguardanti l'Associazione Calcio Mobilieri Ponsacco nelle competizioni ufficiali della stagione 1990-1991.

## Rosa
| N. |                   | Ruolo | Calciatore           |
| -- | ----------------- | ----- | -------------------- |
|    | Italia (bandiera) | C     | Gianluca Bagagli     |
|    | Italia (bandiera) | A     | Vitaliano Bonuccelli |
|    | Italia (bandiera) | C     | Filippo Casanova     |
|    | Italia (bandiera) | C     | Luca Cecchetti       |
|    | Italia (bandiera) | P     | Michele Dreossi      |
|    | Italia (bandiera) | D     | Giuseppe Fargione    |
|    | Italia (bandiera) | C     | Alessandro Favilli   |
|    | Italia (bandiera) | P     | Luca Lazzaretti      |
|    | Italia (bandiera) | A     | Giuliano Lotti       |
|    | Italia (bandiera) | C     | Saverio Magagnini    |

| N. |                   | Ruolo | Calciatore          |
| -- | ----------------- | ----- | ------------------- |
|    | Italia (bandiera) | A     | Gianni Matticari    |
|    | Italia (bandiera) | D     | Lorenzo Mattolini   |
|    | Italia (bandiera) | D     | Mirko Mirabelli     |
|    | Italia (bandiera) | C     | Alberto Nucci       |
|    | Italia (bandiera) | D     | Alessio Orsini      |
|    | Italia (bandiera) | C     | Giuseppe Romeo      |
|    | Italia (bandiera) | D     | Sergio Saritzu      |
|    | Italia (bandiera) | C     | Stefano Torcigliani |
|    | Italia (bandiera) | C     | Simone Volpi        |